# Будинов, Дмитрий Тимофеевич
Дмитрий Тимофеевич Будинов (1875—1940) — советский врач-рентгенолог, один из пионеров отечественной рентгенологии.

## Биография
Родился в 1875 году.
В 1899 году окончил медицинский факультет Императорского Московского университета. После окончания вуза работал ординатором в Старо-Екатерининской больнице, где в 1907 году организовал первый рентгеновский кабинет и с этого момента начал широкое внедрение рентгенологии в медицину. Во время Первой мировой войны Будинов организовал передвижные рентгеновские кабинеты.
После Октябрьской революции Д. Т. Будинов работал над созданием рентгеновских отделений в городских больницах Москвы и других городов СССР. С 1918 года был консультантом-рентгенологом, в 1924—1926 годах работал в рентгеновской комиссии Мосздравотдела. В 1926 году по его инициативе было создано рентгенологическое отделение при Городской больнице им. С. П. Боткина, которым он руководил до 1934 года. С 1927 в должности приват-доцента он читал курс по рентгенологии в 1-м МГУ. В 1934 году, в связи с развившимся раком кожи был вынужден оставить работу.
Дмитрий Тимофеевич был автором 15 опубликованных научных работ по рентгенодиагностике и организации рентгеновского дела. Под его руководством защищено около 50 диссертационных работ. Много лет являлся председателем научного общества рентгенологов и радиологов Москвы; входил в президиум 1-го (проходил до Октябрьской революции), 2-го и 3-го съездов рентгенологов.
Будинов имел также большую практику лечения известных людей, в частности, лечил семью В. М. Васнецова, проводил рентгеновское исследование В. И. Ленина после его ранения в 1918 году.
Умер 26 августа 1940 года в Москве и был похоронен на Новодевичьем кладбище (участок № 4).